# Everyone Wants To Meet You
Ai Cũng Khát Vọng Được Gặp Em.Tên tiếng trung: 谁都渴望遇见你, tên tiếng Anh:Everyone Wants To Meet You. Bộ phim được thực hiện các cảnh quay tại Pháp và Trung Quốc. Phát sống trên IQiyi vào ngày 16/02/2020.

## Nội Dung chính
- Người sáng lập Tập đoàn Tứ Hải Trương Mẫn và cô gái ion âm La Khê có thể nói chuyện được với thực vật, khả năng ma thuật của La Khê đã chữa khỏi nỗi đau cho Trương Mẫn. Trương Mẫn luôn biết cha anh luôn nhớ về đứa trẻ đã mất khi anh còn nhỏ, cuộc sống của anh là cho đứa trẻ đó. Nhà thiên văn học Đào Luân là thanh mai trúc mã thuở nhỏ của La Khê là một đứa trẻ mồ côi. Anh ta đang kiên trì đi tìm cuộc sống của chính mình. Anh ta biết tất cả các chòm sao trên bầu trời nhưng lại không biết chòm sao của chính mình. Khi ba người gặp nhau như sự sắp xếp trước của định mệnh thì Trương Mẫn phát hiện ra Đào Luân chính là người thừa kế thực sự.

## Diễn viên
Chương Nhược Nam 

Trương Triết Hạn

Vương Dĩ Luân 

Trần Hạo Lam
Tào Nhiên Nhiên
Lưu Triết Nhĩ